# Prothoe franck
Prothoe franck (denominada, em inglês, Blue Begum) é uma borboleta da região indo-malaia e da família Nymphalidae, subfamília Charaxinae, ocorrendo na Índia (em Manipur e Assam), Indochina, Indonésia e Filipinas. Sua espécie foi proposta por Jean Baptiste Godart, em 1824, na obra Encyclopédie méthodique: Histoire naturelle, com a denominação de Nymphalis franck e com seu tipo nomenclatural coletado em Java. Suas lagartas se alimentam de plantas do gênero Friesodielsia.

## Descrição
Vista por cima, apresenta o padrão geral de coloração negro-amarronzada, com áreas azuladas escuras e mais claras, em faixas nas asas anteriores, e três pontuações brancas ocupando a metade apical de suas asas anteriores. Apresentam uma padronagem fortemente estampada, em vista inferior, com tons acinzentados e azul-esverdeados próximos às suas extremidades caudais.

## Hábitos
Prothoe franck é encontrada se alimentando de frutos em fermentação, como banana. Possui voo forte. Senta-se, principalmente, no tronco das árvores, tornando-se relutante em voar a menos que seja atraída por uma isca com cheiro ruim; em floresta de baixa altitude.

## Subespécies
P. franck possui catorze subespécies:
- Prothoe franck franck - Descrita por Godart em 1824, de espécime proveniente de Java (localidade-tipo: Bali).
- Prothoe franck angelica - Descrita por Butler, de espécime proveniente do sul de Myanmar.
- Prothoe franck uniformis - Descrita por Butler em 1885, de espécime proveniente da península da Malásia.
- Prothoe franck vilma - Descrita por Fruhstorfer em 1902, de espécime proveniente da Tailândia (localidade-tipo: Muok-Lek).
- Prothoe franck regalis - Descrita por Butler, de espécime proveniente da Índia (Assam) e Myanmar (Regal Blue Begum).[5]
- Prothoe franck nausikaa - Descrita por Fruhstorfer em 1901, de espécime proveniente da Indochina (localidade-tipo: Tonkin, Than-Moi).
- Prothoe franck nicostrate - Descrita por Fruhstorfer, de espécime proveniente da ilha Bangka.
- Prothoe franck irma - Descrita por Fruhstorfer, de espécime proveniente da Sumatra.
- Prothoe franck niasica - Descrita por Röber em 1894, de espécime proveniente da ilha de Nias.
- Prothoe franck cephalinia - Descrita por Fruhstorfer, de espécime proveniente das ilhas Batu.
- Prothoe franck borneensis - Descrita por Fruhstorfer, de espécime proveniente de Bornéu.
- Prothoe franck aphrodite - Descrita por Fruhstorfer em 1900, de espécime proveniente das Filipinas (localidade-tipo: Palawan).
- Prothoe franck semperi - Descrita por Honrath, de espécime proveniente das Filipinas (localidade-tipo: Mindanau, Panaon).
- Prothoe franck plateni - Descrita por Semper, de espécime proveniente das Filipinas (localidade-tipo: Mindoro).